# إس إس هيموير غدانسك

علم إس إس هيمويرغدانسك

إس إس هيموير غدانسك عبارة عن وحدة شوتزشتافل تأسست في مدينة دانزيغ الحرة (اليوم غدانسك وضواحيها، بولندا ) قبل الحرب العالمية الثانية. حارب الجيش الألماني ضد الجيش البولندي أثناء غزو بولندا، وارتكب بعض أعضائه مذبحة ضد المدنيين البولنديين. بعد ذلك، أصبح جزءًا من فرقة بانزر إس إس توتنكوبف الثالثة وتوقف عن الوجود كوحدة مستقلة.
المعروف أيضًا باسم هيموير غدانسك (غدانسك الدفاع المحلية)، وقد تم إنشاؤها رسميًا في 20 يونيو 1939، عندما قرر مجلس شيوخ غدانسك بقيادة ألبرت فورستر تشكيل قواته المسلحة الخاصة؛ كادر من هذه الوحدة الجديدة في المقام الأول شكلت Danzig SS Wachsturmbann «إيمان».

## التاريخ
قام زعيم الرايخ إس إس هاينريش هيملر بدعم هذا المشروع وأرسل إس إس - أوبرستورمبانفورر هانز فريدمان جوتز إلى غدانسك. كان غوتزي قائد الثالث. Sturmbann (الكتيبة) من SS-Totenkopfstandarte الرابع «اوتوسمارك»، التي أنشئت في أكتوبر 1938 في برلين-ادليرزهايم.

### القادة
- إس إس - أوبرستورمبانفورر هانز فريدمان جوتز